# 浦和大学短期大学部
浦和大学短期大学部（日语：／ Urawa Daigaku Tankidaigakubu *），浦短（うらたん），是過去一所位于日本埼玉县埼玉市绿区的私立短期大学。

## 概要

### 简介
- 源流成立于1946年[1]。短期大学为于1987年开办[1]、由学校法人九里学园经营。

### 历史
- 1987年 浦和短期大学成立并同时设置英语科和经营科[1]。
- 1997年 福利科（社会福利专攻和护理福利专攻）成立[1]。
- 2003年 改校名为浦和大学短期大学部。英语科变更英语沟通科[注 1]、经营科变更为 管理信息科[注 3][2]。
- 2006年 英语沟通科[注 1]和管理信息科[注 3]招生最后[2]。
- 2008年 今年3月31日英语沟通科[注 1]和管理信息科[注 3]停办[2]。
- 2022年 停辦。

### 宪章
- 请参看浦和大学短期大学部的标志 （页面存档备份，存于） （日語） 2013年12月7日阅览。

## 学校环境
- 校区：在埼玉县埼玉市绿区

## 历任校长
- 九里总一郎：第一代短期大学校长[1]
- 九里秀一郎：就任于1997年[1]
- 大贯稔：就任于2001年[1]
- 黑泽贞夫：就任于2004年[1]
- 八木浩辅：就任于2007年[1]
- 大内诚：就任于2011年。现在短期大学校长[1]

## 组织

### 学科
- 护理福利学科[注 5]

### 前学科
- 英语沟通科[注 1][注 2]
- 管理信息科[注 3][注 2]
- 福利科
  - 社会福利专攻[注 4]
  - 护理福利专攻→护理福利学科[注 5]

### 专科
| - 没有 |

### 业余课程
| - 没有 |

## 相关链接
- 日本短期大学列表
- 浦和大学